# Thinolestris luteola
Thinolestris luteola är en tvåvingeart som beskrevs av Patrick Grootaert och Henk J.G. Meuffels 1988. Thinolestris luteola ingår i släktet Thinolestris och familjen styltflugor. Inga underarter finns listade i Catalogue of Life.